# Baldur Möller
Baldur Möller foi um jogador de xadrez da Islândia, com três participações nas Olimpíadas de xadrez. Möller participou das edições de 1937, 1939 e 1956 tendo conquistado a medalha de bronze no terceiro tabuleiro nesta edição. Também foi diversas vezes campeão nacional de xadrez.